# A-135-ABM-System
Der A-135 Amur  oder das ABM-3-Anti-Ballistic-Missile-System (DIA-Code ABM-4, NATO-Codename SAM-4) ist ein russischer militärischer Komplex zur Raketenabwehr. Im russischen GRAU-Index wird es 5Sch60 bezeichnet. Die Anlage befindet sich rund um Moskau und soll die Stadt und ihr Umland vor angreifenden ballistischen Raketen schützen. A-135-ABM-System ist das Nachfolgesystem des A-35-ABM-Systems aus den frühen 1970er-Jahren.

## Aufbau

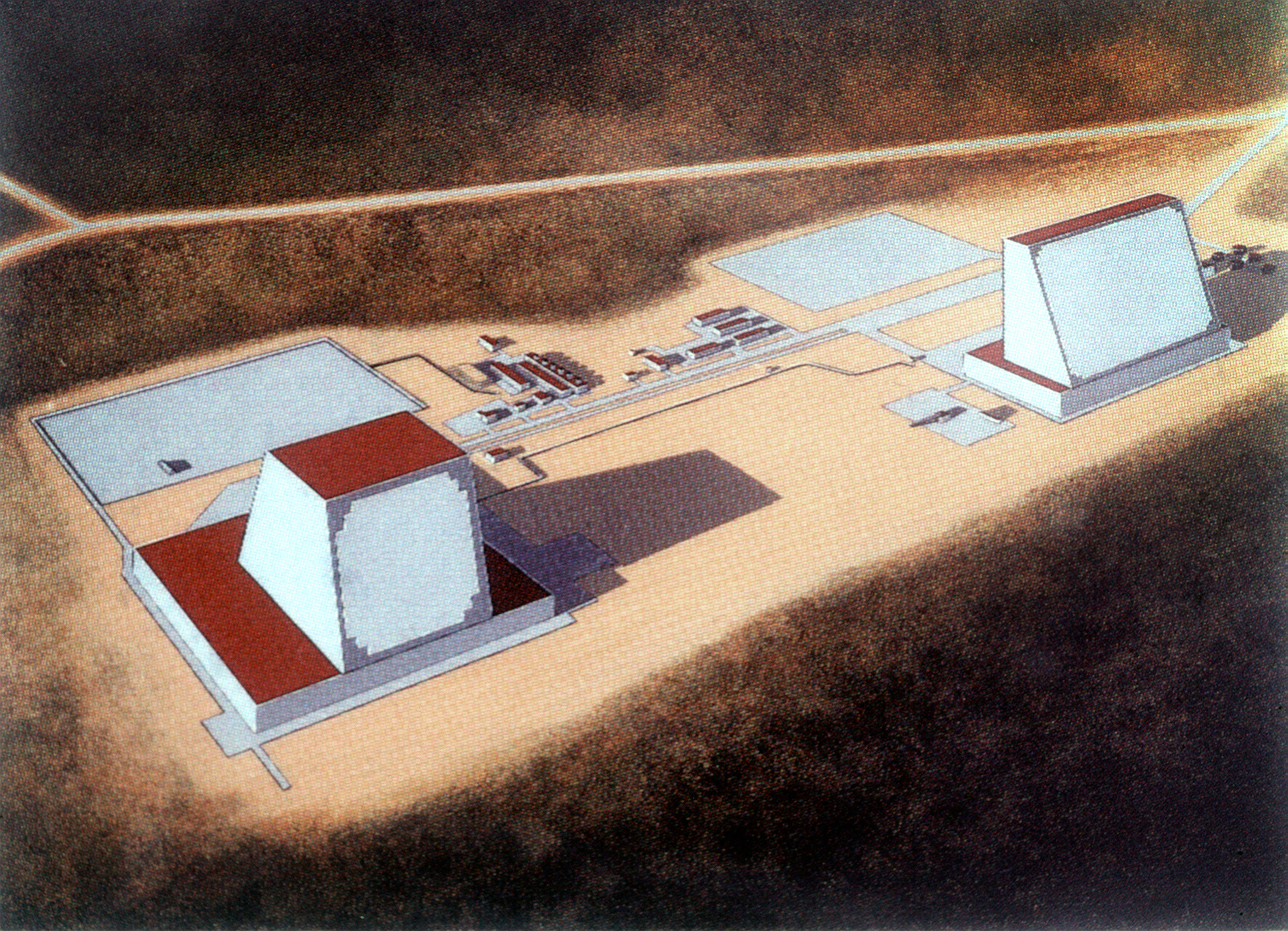
Radar bei Petschora

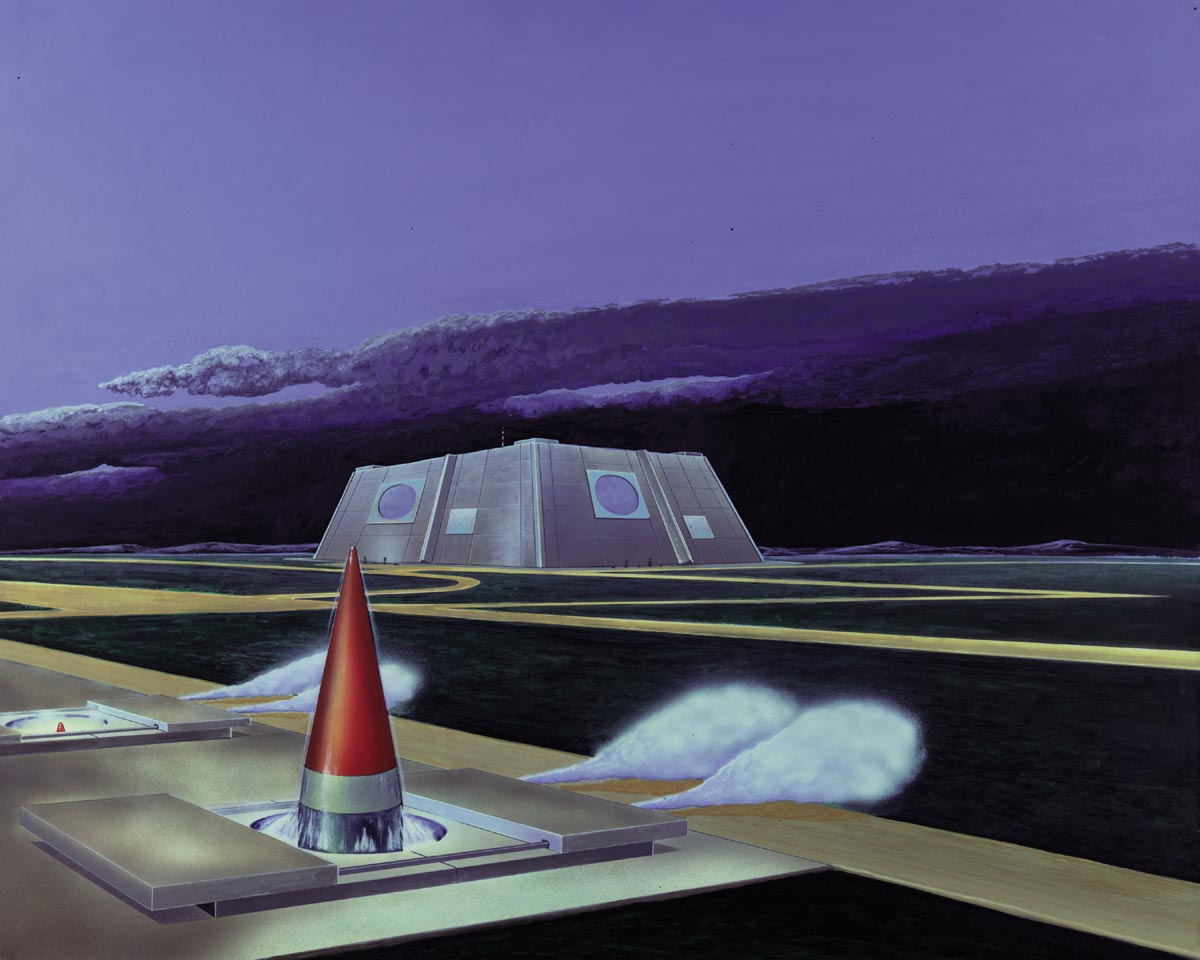
Don-2N („Pill Box“) und 53T6-Abfangrakete bei Puschkino

Das A-135-System war am 17. Februar 1995 voll einsatzbereit. Es ist konform mit dem heute nicht mehr bestehenden ABM-Vertrag von 1972 und stellt das russische Äquivalent zu dem US-amerikanischen Safeguard-System aus den 1970er-Jahren dar. 
Das ABM-3-System brachte gegenüber dem ABM-1 Galosch erhebliche Neuerungen, so wurde ein Phased-Array-Radar und zwei verschiedene Typen von Abfangraketen, für exo- und endoatmosphärischen Einsatz, verwendet. Die Raketen befinden sich in Raketensilos, um sie vor Nuklearwaffenexplosionen zu schützen.
Die exoatmosphärischen Abfanglenkwaffen sind 51T6 (NATO-Codename: SH-11 Gorgon), die endoatmosphärischen 53T6 (NATO-Codename: SH-08 Gazelle). Mitte der 1990er Jahre wurden Überlegungen angestellt, die ABM-Raketen mit konventionellen Splittergefechtsköpfen auszustatten, nachdem Experten prognostizierten, dass schon eine einzelne nukleare Explosion über Moskau ein Gebiet von 200 km² radioaktiv kontaminieren würde. So wurden die 51T6 Langstreckenlenkwaffen im Jahr 2003 ausgemustert. Ab dem Jahr 2018 werden die 53T6 Kurzstreckenraketen, die als 53T6M bezeichnet werden, mit konventionellen Gefechtsköpfen ausgestattet und in das bestehende System integriert. Sie sind, neben den nuklearen Sprengköpfen innerhalb der nahen Erdumlaufbahn, auch in der Lage, sonstige Objekte in Hyperschallgeschwindigkeit zu treffen. Neben den eigentlichen Raketen werden alle elektronischen Komponenten des A-135-ABM-Systems durch moderne Aggregate, aus russischer Produktion, ersetzt.

## Bestandteile

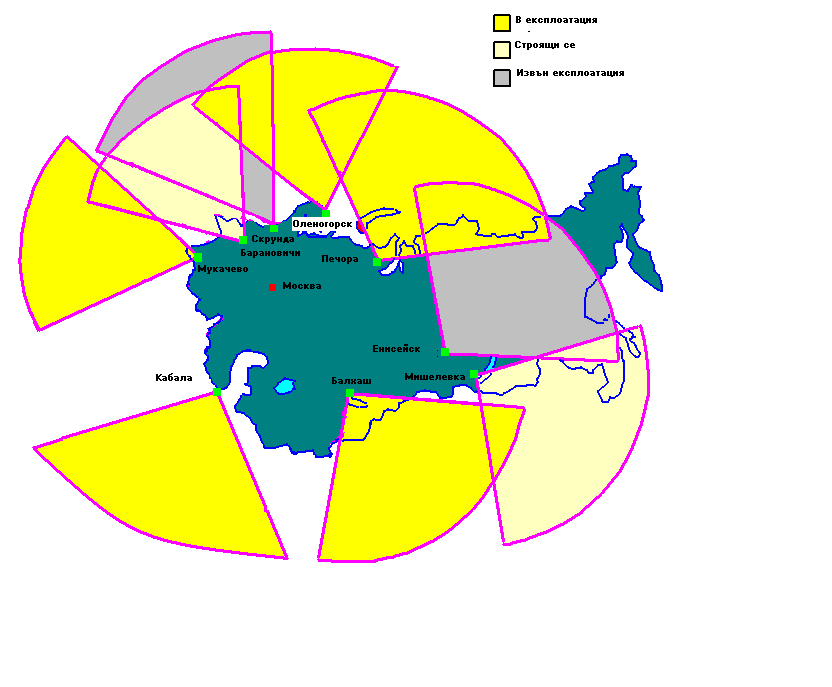
Radars Daryal

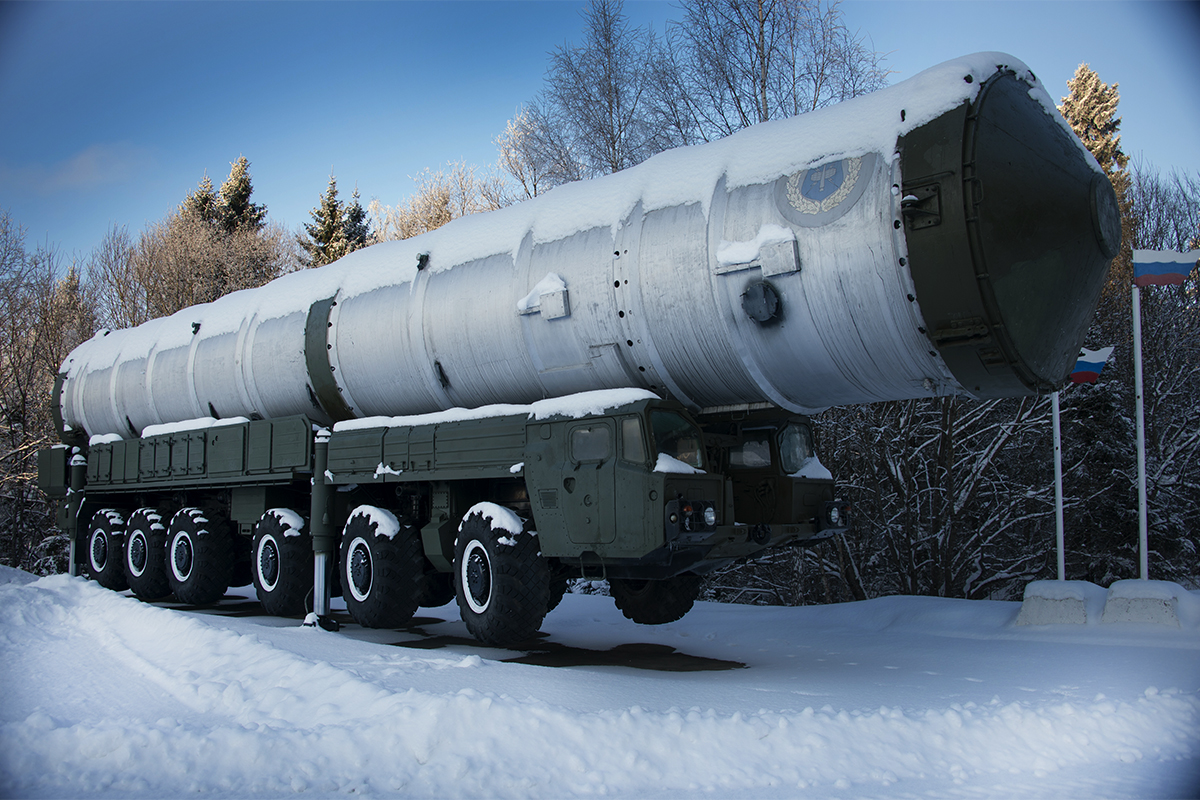
51Т6-Rakete im Transportbehälter auf Basis eines MAZ-547A

- 68 Raketensilos mit 53T6 (NATO-Codename: „ABM-4A Gazelle“)[3] und 53T6M endoatmosphärischen Kurzstrecken-Abfanglenkwaffen an Standorten. Diese Abfangraketen haben zwei Raketenstufen und erreichen eine Reichweite von 80–100 km.[4] Dieser Raketentyp ist mit einem Nuklearsprengkopf zu 10 kT ausgestattet.
- Das Langstrecken-Phased-Array-Radar 5N20 Don-2N (NATO-Codename: „Pill Box“) in Puschkino mit 360°-Abdeckung. Es ergänzt das mittlerweile abgebaute 5N11 Dunay-2 (NATO-Codename: „Dog House“) und das ältere 20U6 Dunay-3U (NATO-Codename: „Cat House“) Radarsystem. Der Don-2N-Radarkomplex dient zur Gefechtsführung und Feuerleitung der Abfangraketen.[5]
- Frühwarn-Phased-Array-Radars 5N79 Daryal (NATO-Codename: „Pechora“), welche die 5N15 Dnestr-Radare (NATO-Codename: „Hen House“) ergänzt.[5]

Ausgemusterte Abfangraketen
- 16 Raketensilos mit 51T6 (NATO-Codename: „ABM-4B Gorgon“)[3] exoatmosphärischen Langstrecken-Abfanglenkwaffen an zwei Standorten. Diese Abfangraketen haben zwei Raketenstufen und erreichen eine Reichweite von 400–500 km. Dieser Raketentyp ist mit einem Nuklearsprengkopf zu 100 kT ausgestattet. Der Lenkwaffentyp wurde 2003 ausgemustert.[6]